# 网络信息表
网络信息表（NIT，Network Information Table）是数字电视系统中用于传送网络名称、传送节目的通道（频点、符号率、调方式、纠错编码等）等网信息的一张表格。最重要的功能就是终端设备（如机顶盒）可以通过这张表自动搜索出网络中的所有节目来，而不用一个一个地输入所有节目的参数，对于有一、二个节目的网络来说这特别有用。节目有变化时也可以通过这张表的版本变化加以通知终端设备（如机顶盒）自动更新节目列表。